# Harbine (Nebraska)
Harbine es una villa ubicada en el condado de Jefferson en el estado estadounidense de Nebraska. En el Censo de 2010 tenía una población de 49 habitantes y una densidad poblacional de 180,18 personas por km².

## Geografía
Harbine se encuentra ubicada en las coordenadas 40°11′30″N 96°58′27″O / 40.19167, -96.97417. Según la Oficina del Censo de los Estados Unidos, Harbine tiene una superficie total de 0.27 km², de la cual 0.27 km² corresponden a tierra firme y (0%) 0 km² es agua.

## Demografía
Según el censo de 2010, había 49 personas residiendo en Harbine. La densidad de población era de 180,18 hab./km². De los 49 habitantes, Harbine estaba compuesto por el 100% blancos, el 0% eran afroamericanos, el 0% eran amerindios, el 0% eran asiáticos, el 0% eran isleños del Pacífico, el 0% eran de otras razas y el 0% pertenecían a dos o más razas. Del total de la población el 12.24% eran hispanos o latinos de cualquier raza.